# Voria micronychia
Voria micronychia là một loài ruồi trong họ Tachinidae.